# Polo nos Jogos Pan-Americanos de 1951
O torneio de polo foi realizado uma única vez nos Jogos Pan-Americanos, em 1951, na primeira edição dos jogos.

## Países participantes
Um total de quatro delegações enviaram equipes para as competições de polo. Em parênteses, o número de competidores de cada país.
| - ARG Argentina (7) - COL Colômbia (6) | - MEX México (4) - PER Peru (5) |

## Medalhistas
| Evento    | Ouro | Prata                                                                                                 | Bronze |
| --------- | --- | --- | --- |
| Masculino | ARG Argentina Enrique Alberdi Ernesto Juan Lalor Francisco Reyes Carrere Juan Carlos Alberdi Juan Luis Cavanagh Roberto Cavanagh Tomás Garrahan | MEX México Alberto Ramos Sesma Gabriel Gracida Hoffmann Guillermo Cisneros Guillermo Gracida Hoffmann | PER Peru Antonio Graña Elizalde Augusto Mulanovich Fernando Graña Elizalde Jorge Martínez Rafael Graña Elizalde |

## Resultados
| 3 de março | México | 14 – 4 | Colômbia | Campo Argentino de Polo, Buenos Aires |
|            |        |        |          |                                       |

| 3 de março | Argentina | 17 – 4 | Peru | Campo Argentino de Polo, Buenos Aires |
|            |           |        |      |                                       |

| 4 de março | México | 18 – 3 | Peru | Campo Argentino de Polo, Buenos Aires |
|            |        |        |      |                                       |

| 4 de março | Argentina | 24 – 2 | Colômbia | Campo Argentino de Polo, Buenos Aires |
|            |           |        |          |                                       |

| 7 de março | Argentina | 10 – 5 | México | Campo Argentino de Polo, Buenos Aires |
|            |           |        |        |                                       |

| 7 de março | Peru | 10 – 6 | Colômbia | Campo Argentino de Polo, Buenos Aires |
|            |      |        |          |                                       |

## Classificação final
| Pos.              | Equipe        | Campanha | Campanha | Campanha |
| Pos.              | Equipe        | V        | E        | D        |
| ----------------- | ------------- | -------- | -------- | -------- |
| Medalha de ouro   | ARG Argentina | 3        | 0        | 0        |
| Medalha de prata  | MEX México    | 2        | 0        | 1        |
| Medalha de bronze | PER Peru      | 1        | 0        | 2        |
| 4                 | COL Colômbia  | 0        | 0        | 3        |